# Parophiopsyllus ligatus
Parophiopsyllus ligatus är en kräftdjursart som beskrevs av Humes och Hendler 1972. Parophiopsyllus ligatus ingår i släktet Parophiopsyllus och familjen Cancerillidae. Inga underarter finns listade i Catalogue of Life.